# Gonzalo Aemilius
Gonzalo Aemilius, né en 1979, est un prêtre urugayen, Secrétaire particulier du Pape François de 2020 à 2023.

## Biographie
Gonzalo Aemilius est né à Montevideo le 18 septembre 1979. Ses parents n'étaient pas des catholiques pratiquants et l'une de ses grand-mères était juive. Il grandit dans une famille de classe moyenne et fréquente une école catholique à Montevideo.
Arrivé à l'âge adulte, il découvre sa vocation pour une carrière religieuse et est ordonné prêtre le 6 mai 2006.
Il a été nommé directeur du Lycée du Jubilé Jean-Paul II (es) en 2005. Sa contribution a été vitale pour le développement de cette institution catholique romaine consacrée à l'éducation des enfants pauvres.
Pendant qu'il y travaillait, le pape François, alors archevêque de Buenos Aires, apprit son travail et lui téléphona périodiquement pour en discuter, à partir de 2006.
À la fin de l'année 2012, il est envoyé dans la paroisse de Puntas del Manga pour prendre une nouvelle mission.
Il a étudié à Rome et a obtenu un doctorat en théologie.
Le 17 mars 2013, alors que le pape François s'apprêtait à célébrer la messe à l'église Sainte-Anne au Vatican, il a reconnu Aemilius dans la foule et l'a invité à y assister. À l'issue de la célébration, il l'a présenté à l’assistance et a demandé des prières pour soutenir son travail.
Il dit à L'Osservatore Romano le lendemain : « Il m'a appris à prendre le meilleur de chaque individu, aussi différent qu'il soit des autres, et à le mettre à profit pour le bien de tous. »
La famille d'Aemilius avait financé son voyage à Rome parce qu'elle connaissait sa relation avec le pape François. Après quelques jours sous les feux des projecteurs à Rome, il retourne en Uruguay y poursuivre sa mission.
Le 26 janvier 2020, le Vatican a annoncé que le pape François avait nommé Gonzalo Aemilius comme secrétaire particulier du Souverain pontife, en remplacement de Fabián Pedacchio,.
Le 17 juillet 2023, le pape François nomme un jeune prêtre, Daniel Pellizzon, compatriote argentin, comme nouveau secrétaire particulier. Celui-ci prend ses fonctions au Vatican, à la place de Gonzalo Aemilius, le 6 août suivant.